# Ken Jeong
Kendrick Kang-Joh (Ken) Jeong (Greensboro, 13 juli 1969), alias Dr. Ken, is een Amerikaans komiek, acteur en arts. Hij kreeg in 2009 een vaste rol als Ben Chang in de komedieserie Community, van NBC. Hij speelde daarnaast onder andere Mr. Chow in de The Hangover-films. In 2024 kreeg hij voor zijn televisiewerk een ster op de Hollywood Walk of Fame.

## Jeugdjaren en medische carrière
Jeong werd geboren in een ziekenhuis in Detroit, als zoon van Zuid-Koreaanse immigranten. Zijn vader D.K. Jeong was professor op de Technische Universiteit van North Carolina in Greensboro, de stad waarin Ken opgroeide. Jeong ging in zijn jeugdjaren naar de Walter Hines Page High School, alwaar hij meedeed aan een IQ-wedstrijd, viool speelde in het schoolorkest en verkozen werd tot hoofd van de studentenraad. Hij studeerde af in zijn zestiende levensjaar. Zijn prestaties leverde hem de Greensboro's Youth of the Year-award op.
Hij voltooide zijn studie op Duke University in 1990 en verkreeg zijn MD in 1995, op de University of North Carolina at Chapel Hill. Vervolgens voltooide hij een opleiding Interne Geneeskunde in het Ochsner Medical Center in New Orleans.

## Privéleven
Jeong is getrouwd met Tran Ho, een Vietnamees-Amerikaanse arts. Ze hebben twee dochters, de tweeling Alexa en Zooey.

## Filmografie
| Jaar | Titel                             | Rol                  | Opmerkingen |
| ---- | --------------------------------- | -------------------- | --- |
| 2007 | Knocked Up                        | Dr. Kuni             | |
| 2008 | Step Brothers                     | Arbeidsbemiddelaar   | |
| 2008 | Pineapple Express                 | Ken                  | |
| 2008 | Role Models                       | King Argotron        | |
| 2009 | The Hangover                      | Mr. Chow             | MTV Movie Award voor het beste WTF Moment Genomineerd—MTV Movie Award for Best Villain Genomineerd—Teen Choice Award Choice Movie Villain |
| 2009 | The Goods: Live Hard, Sell Hard   | Teddy Dang           | |
| 2009 | All About Steve                   | Angus                | |
| 2009 | Couples Retreat                   | Therapeut 2          | |
| 2010 | How to Make Love to a Woman       | Curtis Lee           | |
| 2010 | Furry Vengeance                   | Neal Lyman           | |
| 2010 | Despicable Me                     | Presentator talkshow | Stem |
| 2010 | Vampires Suck                     | Daro                 | |
| 2011 | Big Mommas: Like Father, Like Son | Postbode             | Cameo Genomineerd—Golden Raspberry Award for Worst Supporting Actor                                                                       |
| 2011 | Zookeeper                         | Venom                | Genomineerd—Golden Raspberry Award for Worst Supporting Actor                                                                             |
| 2011 | The Hangover Part II              | Mr. Chow             | Genomineerd—Teen Choice Award Choice Movie: Male Scene Stealer Genomineerd—Golden Raspberry Award for Worst Supporting Actor              |
| 2011 | Transformers: Dark of the Moon    | Jerry Wang           | Genomineerd—Golden Raspberry Award for Worst Supporting Actor                                                                             |
| 2011 | The Muppets                       | Punch Teacher host   | Cameo |
| 2013 | Pain & Gain                       | Jonny Wu             | |
| 2013 | The Hangover Part III             | Mr. Chow             | |
| 2013 | Rapture-Palooza                   | God                  | |
| 2013 | Despicable Me 2                   | Floyd Eagle-san      | Stem |
| 2013 | Turbo                             | Kim-Ly               | Stem |
| 2014 | Birds of Paradise                 | Vinnie               | Stem |
| 2014 | Penguins of Madagascar            | Short Fuse           | Stem |
| 2015 | The DUFF                          | Mr. Arthur           | |
| 2016 | Ride Along 2                      | A.J.                 | |
| 2016 | Norm of the North                 | Mijnheer Greene      | Stem |
| 2017 | Killing Hasselhoff                | Chris Kim            | |
| 2018 | Crazy Rich Asians                 | Goh Wye Mun          | |
| 2018 | Goosebumps 2: Haunted Halloween   | Mr. Chu              | |
| 2019 | Avengers: Endgame                 | Opslagbewaker        | |
| 2020 | My Spy                            | David Kim            | |

### Televisie
| Jaar      | Titel                                 | Rol                      | Opmerkingen |
| --------- | ------------------------------------- | ------------------------ | --- |
| 2002      | Girls Behaving Badly                  | Verschillende personages | |
| 2003      | Cedric the Entertainer Presents       | Asian Thunder            | |
| 2003–2005 | MADtv                                 | Verschillende personages | 4 afl. |
| 2004      | Significant Others                    | Gynaecoloog              | |
| 2004      | Crossing Jordan                       | Steve Choi               | Afl. "Slam Dunk" |
| 2004      | Grounded for Life                     | Eigenaar                 | Afl. "I'm Looking Through You"                                                                                            |
| 2005      | Two and a Half Men                    | Mannelijke zuster        | Afl. "Woo-Hoo, a Hernia-Exam!"                                                                                            |
| 2005      | Mind of Mencia                        | Ken                      | |
| 2005      | Jimmy Kimmel Live!                    | Astronaut                | Afl. van 29 juli 2005 |
| 2005      | The Office US                         | Bill                     | Afl. "E-mail Surveillance"                                                                                                |
| 2006      | Three Strikes                         | Roido's Interpreter      | Tv-pilot |
| 2006      | Entourage                             | Coffee Shop Manager      | Afl. "The Release" |
| 2007      | The Shield                            | Skip Osaka               | Afl. "Back to One" |
| 2007      | Curb Your Enthusiasm                  | Man in Jersey No.1       | Afl. "The Anonymous Donor"                                                                                                |
| 2007      | Boston Legal                          | Coroner Myron Okubo      | Afl. "The Innocent Man"                                                                                                   |
| 2008      | 'Til Death                            | Dr. Park                 | Afl. "Snip/Duck" en "Circumdecision"                                                                                      |
| 2008      | Worst Week                            | Phil                     | Afl. "The Bird" en "The Apartment"                                                                                        |
| 2009      | American Dad!                         | Dr. Perlmutter           | Afl. "Family Affair" en "Every Which Way But Lose"                                                                        |
| 2009      | Party Down                            | Alan Duk                 | Afl. "Sin Say Shun Awards After Party" en "Stennheiser-Pong Wedding Reception"                                            |
| 2009      | Men of a Certain Age                  | Kuo                      | Afl. "Pilot" |
| 2009–2015 | Community                             | Señor Ben Chang          | Series Regular TV Guide Award Favorite Ensemble (2012) Genomineerd—Teen Choice Award Choice TV: Male Breakout Star (2010) |
| 2012      | Mary Shelley's Frankenhole            | Hyralius                 | Afl. "Maly Sherrey's Hyralius, Mutant Monster!"                                                                           |
| 2012      | Bob's Burgers                         | Dr. Yap                  | |
| 2013      | Kung Fu Panda: Legends of Awesomeness | Woo                      | Afl. "Shifu's Back!" |
| 2013      | Maron                                 | Ken Jeong                | Afl. "Sponsor" |
| 2015-2016 | Dr. Ken                               | Ken Park                 | Hoofdrol; ook bedenker, schrijver en uitvoerend producent                                                                 |

| Jaar | Titel        | Rol       | Opmerkingen                                           |
| ---- | ------------ | --------- | ----------------------------------------------------- |
| 2012 | Burning Love | Ballerina | Seizoen 1 Won—Streamy Award Beste gastoptreden (2012) |